# Дорохово (городской округ Ликино-Дулёво)
До́рохово — деревня в Орехово-Зуевском муниципальном районе Московской области. Входит в состав сельского поселения Дороховское. Население — 115 чел. (2010).

## Расположение
Деревня Дорохово расположена в юго-восточной части Орехово-Зуевского района, примерно в 25 км к югу от города Орехово-Зуево. Высота над уровнем моря 142 м.

## Название
Название связано с производной формой календарного личного имени Дорофей — Дороха.

## История
В 1926 году деревня входила в Титовский сельсовет Дороховской волости Орехово-Зуевского уезда Московской губернии.
До 2006 года Дорохово входило в состав Дороховского сельского округа Орехово-Зуевского района.

## Население
В 1926 году в деревне проживало 541 человек (252 мужчины, 289 женщин). По переписи 2002 года — 114 человек (53 мужчины, 61 женщина).
| 1926 | 2002 | 2006 | 2010 |
| ---- | ---- | ---- | ---- |
| 541  | ↘114 | ↗121 | ↘115 |